# Arctostaphylos
El género Arctostaphylos, manzanita o gayubas son arbustos o árboles pequeños. Hay cerca de 60 especies que crecen cerca de las costas y en las montañas; con árboles pequeños de hasta 6 m de altura. La mayoría son perennes (hay una especie caduca). Tienen las hojas ovales pequeñas 1-7 cm de largo. Las flores urceoladas son de color rosa, blanco o pálido, agrupándose en racimos de 2-20 juntas. Las flores requieren polinización por zumbido.
La fruta es una baya pequeña que madura en otoño. Algunas bayas son comestibles.

## Taxonomía
El género fue descrito por Michel Adanson y publicado en Familles des Plantes 2: 165. 1763. La especie tipo es: Arctostaphylos uva-ursi
Etimología
Arctostaphylos: nombre genérico que deriva de las palabras griegas arktos =  "oso", y staphule = "racimo de uvas", en referencia al nombre común de las especies conocidas  y tal vez también en alusión a los osos que se alimentan de los frutos de uva.

## Especies
Según Philip V. Wells en The Jepson Manual y otras fuentes, hay dos subgéneros de Arctostaphylos:

### SubgéneroMicrococcus
- Sect. Micrococcus
  - Arctostaphylos mendocinoensis
  - Arctostaphylos myrtifolia
  - Arctostaphylos nissenana
  - Arctostaphylos nummularia

### SubgéneroArctostaphylos
- Sect. Arctostaphylos
  - Arctostaphylos alpina
  - Arctostaphylos bakeri
  - Arctostaphylos densiflora
  - Arctostaphylos edmundsii
  - Arctostaphylos gabilanensis
  - Arctostaphylos glauca
  - Arctostaphylos hispidula
  - Arctostaphylos hookeri
  - Arctostaphylos insularis
  - Arctostaphylos klamathensis
  - Arctostaphylos manzanita
  - Arctostaphylos mewukka
  - Arctostaphylos nevadensis
  - Arctostaphylos parryana
  - Arctostaphylos patula
  - Arctostaphylos pumila
  - Arctostaphylos pungens
  - Arctostaphylos rudis
  - Arctostaphylos stanfordiana
  - Arctostaphylos uva-ursi
  - Arctostaphylos viscida
- Sect. Foliobracteata
  - Arctostaphylos andersonii
  - Arctostaphylos auriculata
  - Arctostaphylos canescens
  - Arctostaphylos catalinae
  - Arctostaphylos columbiana
  - Arctostaphylos confertiflora
  - Arctostaphylos cruzensis
  - Arctostaphylos glandulosa
  - Arctostaphylos glutinosa
  - Arctostaphylos hooveri
  - Arctostaphylos imbricata
  - Arctostaphylos luciana
  - Arctostaphylos malloryi
  - Arctostaphylos montaraensis
  - Arctostaphylos montereyensis
  - Arctostaphylos morroensis
  - Arctostaphylos nortensis
  - Arctostaphylos obispoensis
  - Arctostaphylos osoensis
  - Arctostaphylos otayensis
  - Arctostaphylos pajaroensis
  - Arctostaphylos pallida
  - Arctostaphylos pechoensis
  - Arctostaphylos pilosula
  - Arctostaphylos purissima
  - Arctostaphylos refugioensis
  - Arctostaphylos regismontana
  - Arctostaphylos silvicola
  - Arctostaphylos tomentosa - Madroño de México[3]
  - Arctostaphylos virgata
  - Arctostaphylos viridissuma
  - Arctostaphylos wellsii
- Sect. Pictobracteata
  - Arctostaphylos pringlei

Sinónimos
- Arctostaphylos bicolor es generalmente considerado Xylococcus bicolor
- Arctostaphylos crustacea es generalmente considerado Arctostaphylos tomentosa ssp. crustacea